# José Marcos Figueroa
José Marcos Figueroa Umpiérrez (Tinajo, 7 de octubre de 1865-Santa Fe, 19 de noviembre de 1942) fue un religioso jesuita español, declarado venerable por la Iglesia católica en 2022.

## Biografía
Nació del matrimonio formado por Nicolás Figueroa y Rafaela Umpiérrez, siendo José Marcos el mayor de cuatro hermanos. Su familia era de origen humilde y dedicada a la agricultura. Debido a las situaciones de penuria que a menudo enfrentaban, la familia marchó a un campo en la zona de Santa Lucía, en Canelones, Uruguay en 1873, cuando Figueroa era solo un niño y siguieron dedicándose a la agricultura. Posteriormente José Marcos se trasladó a Córdoba en Argentina en donde ingresó en la Compañía de Jesús.
Fue enviado al Colegio de la Inmaculada Concepción en Santa Fe en donde se convirtió en portero del citado centro ejerciendo las virtudes cristianas. Por esta razón también fue conocido como El portero de la Inmaculada. Falleció el 19 de noviembre de 1942 y actualmente su cuerpo incorrupto se encuentra en el Santuario de Nuestra Señora de los Milagros en Santa Fe. 
El 17 de diciembre de 2022 fue declarado venerable por el Papa Francisco.